# ديفيد سكوت
 ديفيد راندولف سكوت (بالإنجليزية: Dave Randolph Scott) أحد رواد الفضاء الأمريكيين الذين قاموا برحلات إلى القمر في إطار برنامج أبولو. ولد ديفيد سكوت في 6 يونيو 1932 بمدينة سان أنطونيو بولاية تكساس. كان سكوت  سابع إنسان يمشي على القمر حيث كان قائدا لطاقم أبولو 15، من مجموع 12 رائد فضائي مشوا على القمر حتى الآن وكلهم من الأمريكان.

## اشتراكه في برنامج جيميني
رشح ديفيد سكوت نفسه بصفته طيار بالقوات الجوية الأمريكية لدى ناسا لدخول سلك رواد الفضاء وقُبل بتاريخ 14 أكتوبر 1963 من ضمن 13 مرشح في المجموعة الثالثة. وتخصص في فبراير 1965 في موضوعات تخطيط رحلات الفضاء والملاحة.
في 20 سبتمبر 1965 عين للطيران في برنامج جيميني 8. وأدي ذلك بالإضافة إلى سباحة في الفضاء خارج المركبة الفضائية. وقام بعد ذلك مع نيل أرمسترونج في 16 مارس 1966 برحلة فضائية حيث قام الاثنان بمناورة لقاء والتحام مركبتي فضاء في مدار حول الأرض، وكانت هذه أول عملية التحام يقوم بها الإنسان في تاريخ السفر إلى الفضاء.

## أبولو

### البداية
في نفس الوقت الذي كان يطير فيه سكوت في رحلات جيميني 8 عـُين أيضا في برنامج أبولو. في 25 ديسمبر اختير سكوت كطيار احطياطي لأول طلعة في برنامج أبولو يستقلها الإنسان. كما اختير سكوت للطيران يوم 22 ديسمبر 1966 كقبطان لطاقم الطلعة الثانية في برنامج أبولو، بغرض اختبار مركبة للهبوط على القمر Lunar Module. ثم ألغيت الطلعة بعد موت رواد فضاء رحلة أبولو 1 يوم 27 يناير 1967.

### أبولو 9
في 20 نوفمبر 1967 أعلنت ناسا رحلة أبولو 9 والتي كانت في الأصل أبولو 8. خلال تلك الرحلة قام سكوت يوم 3 مارس 1969 مع جيمس ماكديفيت  وقبطان المركبة القمرية لويس شويكارت  برحلة تاريخية في مدار حول الأرض وإجراء أول عملية لقاء والتحام تشترك فيه مركبة الهبوط على القمر.
وفي 6 مارس أجرى سكوت عملية خروج من نافذة كبسولة القيادة Command Capsel والقيام بتصوير زميله شويكارت والذي كان يقوم بالسباحة خارج المركبة. وفي اليوم الخامس من تلك البعثة انفصل شويكارت وماكديفيت بالمركبة القمرية عن المركبة الرئيسية التي كان يقودها سكوت. وبعد اختبارهم المركبة القمرية عادا للاشتباك والالتحام بمركبة القيادة.

### أبولو 12 و 15

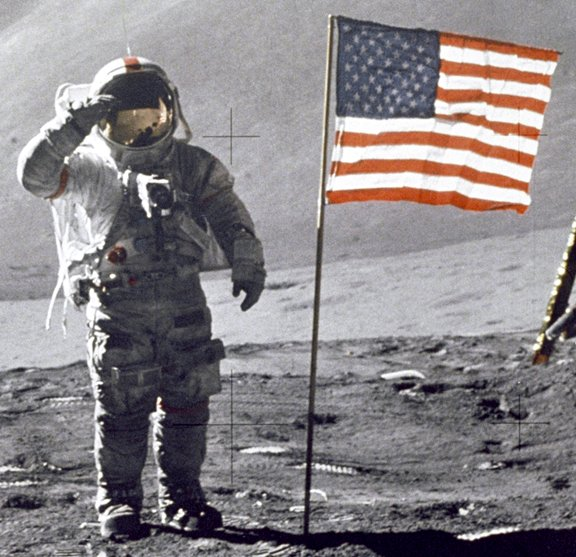
أبولو 15 - ديفيد سكوت يعظم العلم.

وبعد انتهاء رحلة أبولو 9 بنجاح عـُين سكوت قائدا للطاقم الاحطياطي لأبولو 12 في 10 أبريل 1969. وعمل ديفيد سكوت  خلال رحلة أبولو 12 كخبير اتصال Capcom من مركز كينيدي للقضاء ب هيوستن.
وكما هو مُتبع في ناسا من جهة اختيار دوريات رواد الفضاء، أصبح سكوت من ضمن طاقم أبولو 15 بعدما كان من ضمن الطاقم الاحطياطي لأبولو 12. وبذلك أصبح سكوت أول رائد للفضاء من المجموعة الثالثة يقود طاقم لرحلة إلى القمر.
وخلال هذه البعثة طلع سكوت بصحبة جيمس إروين وألفريد وردن يوم 26 يوليو 1971 إلى القمر. وفي 31 يوليو وطئت قدم سكوت سطح القمر كسابع إنسان يزور القمر. وكانت تلك البعثة هي أول بعثة إلى القمر يلعب فيها البحث العلمي دورا رئيسيا. واستعان سكوت وإرفين بعربة قمرية Lunar Roving Vehicle للتنقل على القمر، حيث أصبح فيوسعهما قطع مسافات طويلة عليه لجمع العينات من الصخور وتربة القمر.
وقبل صعود سكوت وإرفين إلى المركبة القمرية Lunar Module المسماة فالكون Falcon أي الصقر، قام سكوت باجراء تجربة توضيحية وأمسك في يد ريشة صقر وفي اليدالأخرى مطرقة وتركهما يسقطان على سطح القمر في نفس الوقت، فاصتدمتا بالسطح لحظيا وتبين تلك التجربة أن سرعة سقوط الأجسام في الفراغ تحت تأثير الجاذبية لا تعتمد على كتلة الأجسام.

### فضيحة طوابع البريد
بعد عودة أبولو 15 كان من المفروض أن يشكل طاقمها الطاقم الاحتياطي لرحلة أبولو 17. ولكن ظهرت فضيحة خلال العام اللاحق تسمى فضيحة طوابع البريد. فقد أخذ سكوت وإرفين ووردن طوابع بريد معهم خلال رحلة أبولو 15 ولم تكن ناسا قد سمحت بذلك. وكان الرواد الثلاثة متعاقدين مع تاجر طوابع ألماني لبيعها له. لذلك قامت ناسا بالتحقيق معهم، وأعلنت منعهم من الاشتراك في بعثة أبولو 17 يوم 23 مايو 1972. وأصبح واضحا لسكوت وزملائه أن لن يكون لهم أي فرصة بعد ذلك للقيام برحلات فضاء، ثم أعلنت ناسا بعد ذلك فصلهم من مجموعة رواد الفضاء.

## اقرأ أيضا
- نيل أرمسترونج
- بز ألدرن
- مايكل كولينز
- جوردن كوبر
- شالز كونراد
- جون يونغ
- كين ماتينجلي
- شالز ديوك
- أبولو 8
- أبولو 10

## وصلات خارجية
- ديفيد سكوت على موقع IMDb (الإنجليزية)
- ديفيد سكوت على موقع الموسوعة البريطانية (الإنجليزية)
- ديفيد سكوت على موقع مونزينجر (الألمانية)
- ديفيد سكوت على موقع إن إن دي بي (الإنجليزية)
- ديفيد سكوت على موقع قاعدة بيانات الفيلم (الإنجليزية)

- David R. Scott: Official NASA biography
- David R. Scott: Challenges facing the human exploration of Mars public lecture at the Royal Society in London
- David R. Scott: Spacefacts biography